# 紙房子：韓國篇
《紙房子：韓國篇》（：／），為2022年播出的Netflix韓國犯罪搶劫劇集，翻拍自艾力克斯·平納創作的西班牙同名電視劇，由《客：The Guest》、《Voice》、《Black》的金弘善導演與《精神病患者日記》、《我的全像情人》的劉勇在編劇合作打造。此劇講述天才戰略家「教授」與有著不同個性、能力的劫匪們，對抗南北韓統一後的社會不公，並展開搶劫暨人質戰的過程。

## 演員陣容

### 劫匪
| 演員   | 角色                    | 介紹 |
| 劉智泰 | 教授 （朴宣浩)(宋宣浩） | 擁有天才頭腦的行動指揮者，也是柏林(宋仲浩)因逃北離異的親哥哥。                                                                                                 |
| 朴海秀 | 柏林 （宋仲浩）         | 能瞬間壓制住數十名人質，極具魅力，教授的親弟弟，在一次脫北時離異。                                                                                             |
| 全鐘瑞 | 東京 （李弘緞）         | 善於用槍、膽大心細、目標明確。 |
| 李原種 | 莫斯科 （吳萬識）       | 負責為搶匪團制定逃出計劃、丹佛的父親。在第二季第四集中，為了掩護丹佛和善美撤退回印鈔廠，受到了槍擊，而最終傷重不治。                                           |
| 金智勳 | 丹佛 （吳擇秀）         | 為人單純又感性，莫斯科的兒子。 |
| 張允柱 | 奈洛比 （沈英雯）       | 擅長偽裝成各種專家的詐騙高手。似乎與金相萬有個不為人知的秘密。                                                                                                 |
| 李玹雨 | 里約 （韓約瑟夫）       | 年輕又充滿活力的天才駭客。 |
| 金志勳 | 赫爾辛基 （銘太）       | 看似相當有威脅性的紋身和鬍鬚造型，卻是擁有反轉魅力的溫柔搶匪。                                                                                                 |
| 李奎浩 | 奧斯陸 （商連）         | 看似相當有威脅性的紋身和鬍鬚造型，卻是擁有反轉魅力的溫柔搶匪。被莫斯科稱為天線寶寶。在第二季第二集中被朴徹宇襲擊而失血過多死亡，也是該起事件第一位死亡的劫匪。 |
| 林智妍 | 首爾                    | 於第二季加入，全容洙的繼女，喜歡柏林，是柏林的傭兵和女友。 |

### 特遣隊應變小組
| 演員   | 角色   | 介紹                                                     |
| 金倫珍 | 宣祐真 | 隸屬於南韓國家警察廳的危機談判組長。                     |
| 金盛吳 | 車武弈 | 前朝鲜特工，曾经被派往韩国追杀脱北者。                   |
| 朴修榮 | 尹昌洙 | 兩國管轄合作經濟區（JEA）警察署長，為應變小組的指揮官。  |
| 吉恩星 | 朴徹宇 | 北韩一级特种部队队长，其下属小队被派往印钞局内部解救人质 |

### 人質
| 演員   | 角色   | 介紹                                             |
| 朴明勳 | 趙泳旻 | 韓半島統一造幣廠廠長，為人自私又顧著自己的死活。 |
| 李主儐 | 尹尾善 | 韓半島統一造幣廠會計部員工。                     |
| 李詩宇 | 金安妮 | 美國駐韓大使女兒。                               |

### 其他人物
| 演員   | 角色     | 介紹 |
| 李龍女 | 朴必順   | 宣祐真的媽媽。 |
| 韓抒縝 | 金敏兒   | 宣祐真與金相萬的女兒。 |
| 張鉉誠 | 金相萬   | 宣祐真的前夫，金敏兒的爸爸，是一名草菅人命、貪得無厭、乖戾殘暴且達到「逆我者亡」的程度 ，手段極盡兇殘且在海外造成過多數恐怖活動的總統候選人。 |
| 鄭載成 | 金馬歇爾 | 美國駐韓大使。 |
| 李昌勳 | 吳材允   | |
| 林亨國 | 全容洙   | 北韓經合會談代表，柏林過去被關押的勞改營所長。                                                                                                |
| 金雋   |          | 奈洛比的兒子。 |

### 特別出演
| 演員   | 角色 | 介紹     |
| 陰問錫 |      | 快遞員。 |

## 外部連結
- 在Netflix上觀看《紙房子：韓國篇》
- 互联网电影数据库（IMDb）上《紙房子：韓國篇》的资料（英文）
- Daum上《紙房子：韓國篇》的資料
- 豆瓣电影上《紙房子：韓國篇》的資料 （简体中文）